# Corato
Corato ist eine süditalienische Gemeinde (comune) mit 46.985 Einwohnern (Stand 31. Dezember 2023) in der Metropolitanstadt Bari in Apulien. Bari, die Hauptstadt der Metropolitanstadt, liegt etwa 40 km entfernt in östlicher Richtung. Die Gemeinde grenzt an die Provinz Barletta-Andria-Trani. Teile der Gemeinde Corato gehören zum Parco Nazionale dell’Alta Murgia. Der Ort gab der Olivensorte Coratina den Namen.

## Geschichte
Das Gebiet um Corato ist nachweislich seit der späten Bronzezeit besiedelt. Aus dem 14. Jahrhundert v. Chr. stammt der Dolmen Chianca dei Paladini. Bei San Magno, etwa 13 km südsüdöstlich von Corato entfernt, fand sich eine italische Nekropole mit Tumulusgräbern aus dem 8. bis 5. Jahrhundert v. Chr. Auch ließen sich dort Handelskontakte über das Mittelmeer nachweisen.
Die Besiedlung der heutigen Stadt reicht bis in das 3. Jahrhundert v. Chr. zurück. Angeblich gründete ein Veteran des Feldherrn Publius Cornelius Scipio Africanus namens Caius Oratus ein Dorf, worauf sich der Name im Laufe der Zeit veränderte. Überliefert sind die Varianten Coratus, Coratum, Curati (in der normannisch-staufischen Epoche), Quarata und Quadrata (in der spanischen Zeit, aber auch während des kurzlebigen Herzogtums Bisceglie). Den heutigen Namen fixierten erst die Bourbonen. Hier führte auch die Via Appia Traiana entlang.
Mit der Christianisierung wurden Heilige verehrt, vor allem San Vito und die hl. Lucia. Im Zuge des incastellamento, des Prozesses des Rückzugs und des Burgenbaus im Frühmittelalter, entstanden Mauern bis zum Hafen von Trani und ein „Turris lunga“ genannter Ausguck. Im 11. Jahrhundert eroberten die Normannen das Gebiet, Pietro di Trani erhielt 1046 Corato. Das in diesem Jahr verliehene Stadtrecht ging einher mit der landesherrlichen Forderung nach vier Türmen und einer Ummauerung. Die Stadt blieb kaisertreu und stand auf Seiten Friedrichs II. wie Konradins. Seit der Eroberung durch Karl I. von Anjou übernahm die Stadt das Motto cor sine labe doli (Herz ohne Flecken der Niedertracht).
Unter Alfons V. wurde Corato Ende des 15. Jahrhunderts Teil des Königreichs Aragón. Die Stadt wurde wenig später Teil des Königreichs Neapel, um später in den Besitz der Familie Carafa zu gelangen, die es zu Lehen erhielten. 1503 kam es zu Kämpfen mit den Venezianern, die zu dieser Zeit Trani hielten.

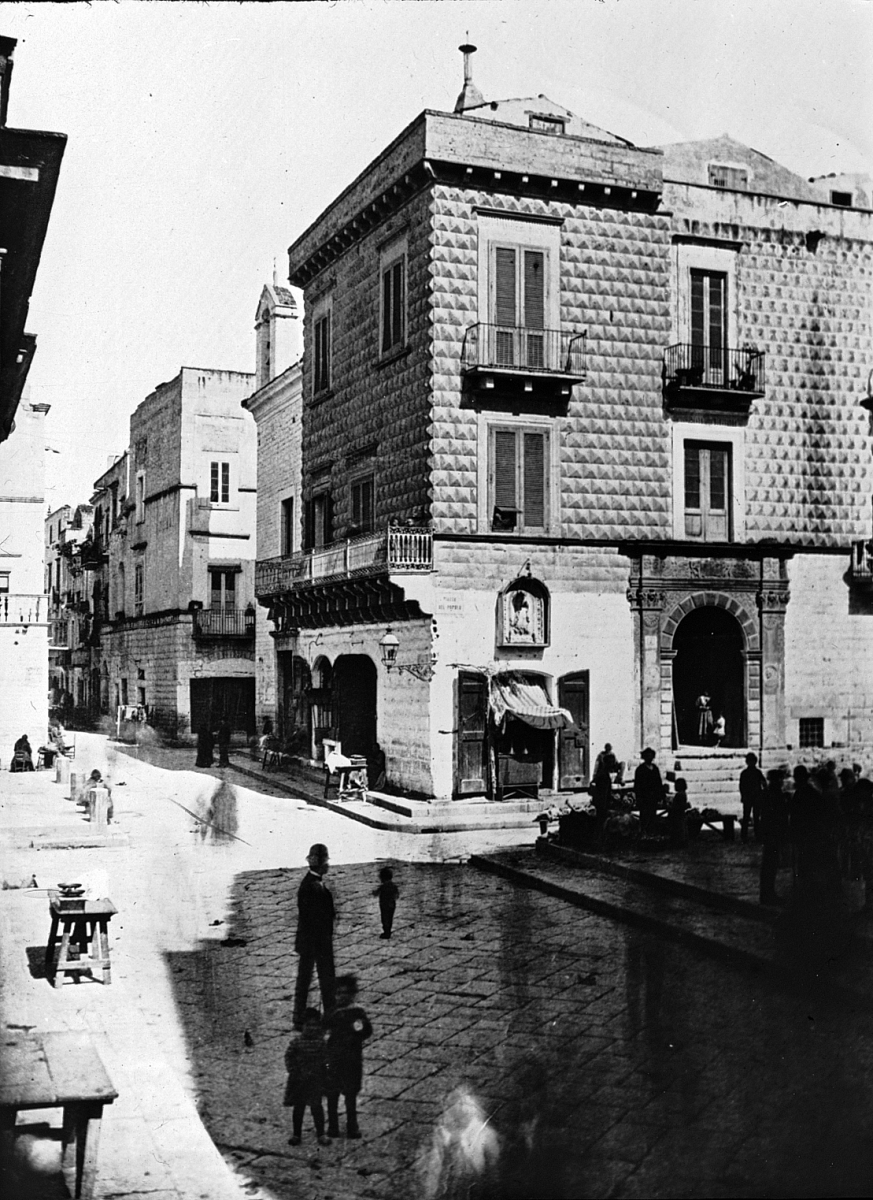
Palazzo De Mattis, um 1900

Unter den seit dem 16. Jahrhundert herrschenden Bourbonen kam es unter Führung des Bürgers Federico Quinto 1799 zu einem Aufstand.

## Verkehr
Corato liegt etwas südlich der Autostrada A14 und an der Strada Statale 378. Ein Bahnanschluss an die Bahnstrecke Bari–Barletta nach Bari ist vorhanden.

## Städtepartnerschaften
- Corato unterhält seit 1999 eine Partnerschaft mit der französischen Stadt Grenoble im Département Isère.

## Söhne und Töchter
- Luisa Piccarreta (1865–1947), dominikanische Mystikerin
- Luigi Renna (* 1966), katholischer Geistlicher und Erzbischof von Catania